# Exinotis
Exinotis là một chi bướm đêm thuộc họ Blastobasidae. Chi này chỉ có một loài duy nhất là Exinotis catachlora được tìm thấy ở Ấn Độ.